# Yohan Tavares
Yohan Tavares (Tours, 2 maart 1988) is een Frans-Portugese voetballer die bij voorkeur als verdediger speelt. 

## Carrière
Tavares groeide op in Frankrijk, maar voelt zich naar eigen zeggen meer Portugees dan Fransman. Hij werd opgeleid bij Le Mans, maar raakte nooit in het eerste elftal. Hij kwam dertien keer in actie in het tweede elftal.
In 2008 verkaste de centrale verdediger naar Beira-Mar. In eerste instantie kwam hij bij de Portugese club niet vaak aan spelen toe. In 2010 werd hij uitgeleend aan het bescheiden Avanca. Na zijn terugkeer bij Beira-Mar volgde zijn doorbraak. Tavares werd een vaste waarde.
Op 18 juli tekende Tavares een contract voor drie seizoenen bij Standard Luik. De Rouches haalden hem binnen als vervanger van Felipe. Tavares maakte op 30 september 2012 zijn debuut. Hij mocht toen van trainer Ron Jans in de basis starten tegen KV Kortrijk. Standard verloor het duel met 2-1. Tijdens de winterstop werd Tavares door Standard uitgeleend aan GD Estoril-Praia, op dat moment actief in de Segunda Liga. Hij verruilde in juli 2013 Chievo Verona voor Estoril-Praia. In 2017 ging hij in Thailand voor Bangkok United spelen.

## Statistieken
| Seizoen | Club            | Land   | Competitie                    | Wed. | Goals |
| ------- | --------------- | ------ | ----------------------------- | ---- | ----- |
| 2007/08 | Le Mans B       | FRA    | Championnat de France amateur | 13   | 0     |
| 2008/09 | Beira Mar       | POR    | Liga de Honra                 | 10   | 0     |
| 2009/10 | Beira Mar       | POR    | Liga de Honra                 | 12   | 0     |
| 2009/10 | → AA Avanca     | POR    | Segunda Divisão               | 3    | 0     |
| 2010/11 | Beira Mar       | POR    | Primeira Liga                 | 21   | 1     |
| 2011/12 | Beira Mar       | POR    | Primeira Liga                 | 24   | 0     |
| 2012/13 | Standard Luik   | BEL    | Jupiler Pro League            | 3    | 0     |
| 2012/13 | → Estoril-Praia | POR    | Segunda Liga                  | 11   | 0     |
| 2013/14 | Chievo          | ITA    | Serie A                       | 0    | 0     |
| 2013/14 | Estoril-Praia   | POR    | Primeira Liga                 | 28   | 0     |
| 2014/15 | Estoril-Praia   | POR    | Primeira Liga                 | 26   | 0     |
| Totaal  | Totaal          | Totaal | Totaal                        | ..   | ..    |